# الأوزارك
الأوزارك، وتُعرف أيضًا باسم جبال الأوزارك أو هضبة الأوزارك أو المرتفعات الأوزاركية، هي منطقة تضاريسية (فيزيوغرافية) تقع في الولايات المتحدة، وتمتد عبر ولايات ميزوري وأركنساس وأوكلاهوما، إضافة إلى جزء صغير في الزاوية الجنوبية الشرقية من ولاية كانساس.
تغطي منطقة الأوزارك جزءًا كبيرًا من شمال ولاية أركنساس ومعظم النصف الجنوبي من ولاية ميزوري، وتمتد من الطريق السريع 40 في وسط أركنساس إلى الطريق السريع 70 في وسط ميزوري.
تضم منطقة الأوزارك سلسلتين جبليتين رئيسيتين هما: جبال بوسطن الواقعة في ولايتي أركنساس وأوكلاهوما، وجبال سانت فرانسوا الواقعة في ولاية ميزوري. وتعد قمة واهزازه – التي كانت تُعرف سابقًا باسم بافالو لوكاوت – أعلى نقطة في الأوزارك، حيث يبلغ ارتفاعها 2,561 قدمًا (781 مترًا)، وتقع ضمن جبال بوسطن، في أقصى الجزء الغربي من مقاطعة نيوتن بولاية أركنساس، على بُعد نحو 10 كيلومترات شرق بلدة بوسطن في مقاطعة ماديسون، أركنساس.
تُعد منطقة الأوزارك من الناحية الجيولوجية قبة جيولوجية واسعة، تكشف عن نواتها القديمة في جبال سانت فرانسوا. وتمتد الأوزارك على مساحة تقارب 47,000 ميل مربع (نحو 120,000 كيلومتر مربع)، مما يجعلها أوسع منطقة مرتفعات تقع بين جبال الأبلاش وسلسلة جبال روكي. وتشكل هذه المنطقة مع جبال أواتشيتا ما يُعرف باسم المرتفعات الداخلية للولايات المتحدة.
تُعد هضبة سالم، التي سُمّيت نسبةً إلى مدينة سالم في ولاية ميزوري، أكبر منطقة جيولوجية ضمن إقليم الأوزارك. تليها من حيث المساحة هضبة سبرينغفيلد، التي سُمّيت تيمنًا بمدينة سبرينغفيلد في ميزوري، والتي تُعرف بلقب "ملكة الأوزارك". وعلى الحدود الشمالية لمنطقة الأوزارك تقع مدينتا سانت لويس وكولومبيا في ولاية ميزوري. أما في ولاية أركنساس، فتضم المنطقة عددًا من المدن البارزة، من بينها: فايتفيل، وبنتونفيل، وسبرينغديل، ويوريكا سبرينغز، وفورت سميث.
كما تُعد مدينة برانسن، الواقعة إلى الشمال مباشرة من الحدود بين ولايتي أركنساس وميزوري، وجهة سياحية معروفة تُروَّج فيها الثقافة الأوزاركية وتُعرض بأسلوب ترفيهي يعكس تقاليد المنطقة.